# Rhynchopyga metaphaea
Rhynchopyga metaphaea là một loài bướm đêm thuộc phân họ Arctiinae, họ Erebidae.